# Imperial War Museum
Imperial War Museum, vrij vertaald: "Oorlogsmuseum van het Britse rijk", is een museum in Londen.

## Geschiedenis
Het museum werd opgericht in 1917, aanvankelijk ter herdenking van de gevallenen in de Eerste Wereldoorlog. Toen het oorspronkelijke onderkomen in vlammen opging (30 november 1936) moest een nieuw onderkomen gevonden worden. Dit werd een gebouw aan de Lambeth Road in Southwark, dat daarvoor een psychiatrisch instituut was geweest, Bethlem Royal Hospital, ook bekend als Bedlam Hospital.
Vanaf 1939 begon men met het aanleggen van een collectie Tweede Wereldoorlog-materiaal en vanaf 1953 werd dat uitgebreid met het materiaal van alle oorlogen van het Verenigd Koninkrijk.
Het museum leverde materiaal voor de documentairefilm They Shall Not Grow Old uit 2018 en What They Found uit 2025.

## Locaties
- Het hoofdmuseum te London te Lambeth Road.
- Het Imperial War Museum North te Manchester.
- Het Imperial War Museum te Duxford is het grootste luchtvaartmuseum in Groot-Brittannië.
- Het museumschip HMS Belfast, een lichte kruiser uit de Tweede Wereldoorlog die op de Theems ligt bij de Tower Bridge, aan de andere oever tegenover de Tower of London.
- Churchill Museum and Cabinet War Rooms.

## Fotogalerij

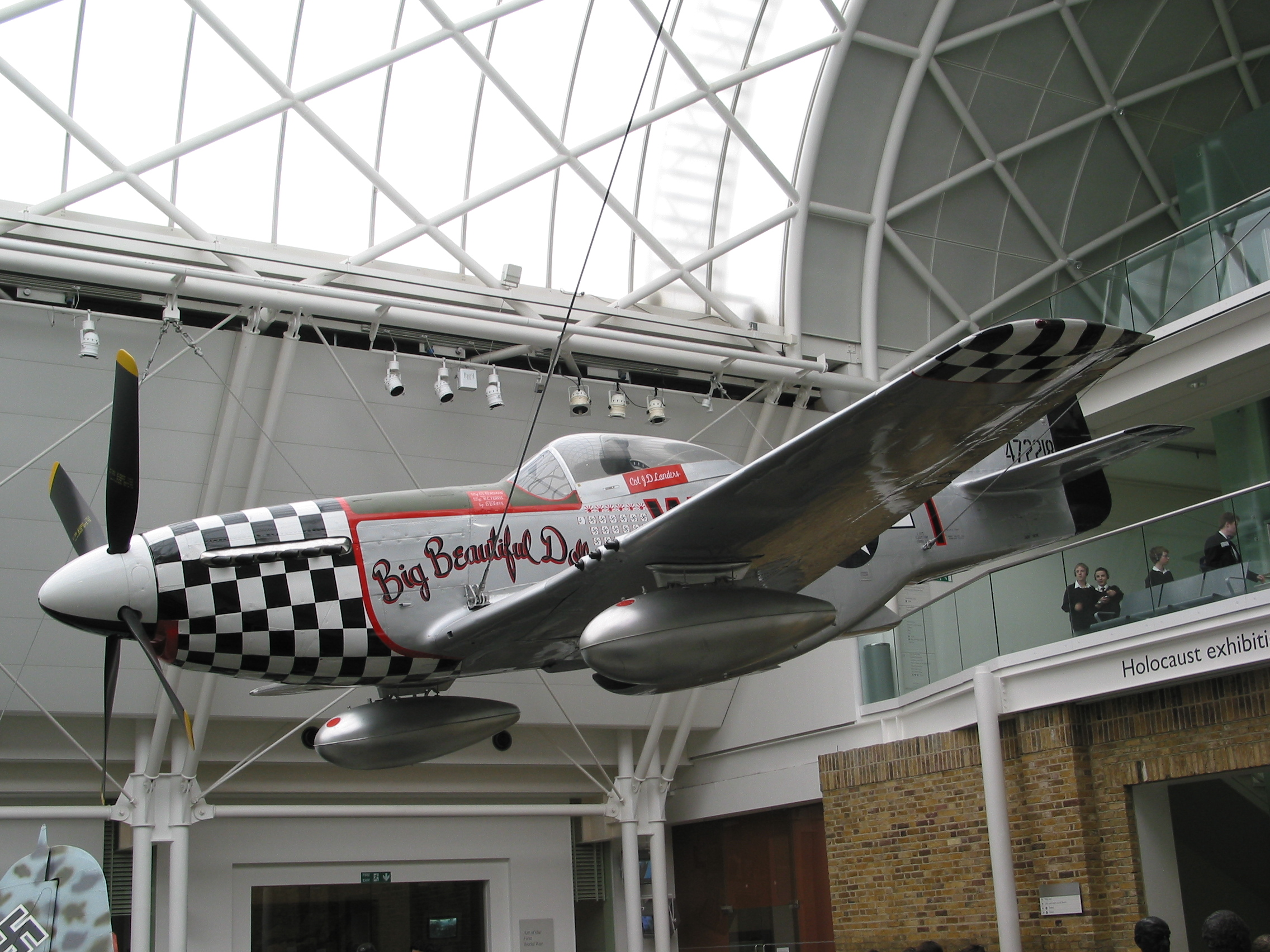
P-51 Mustang
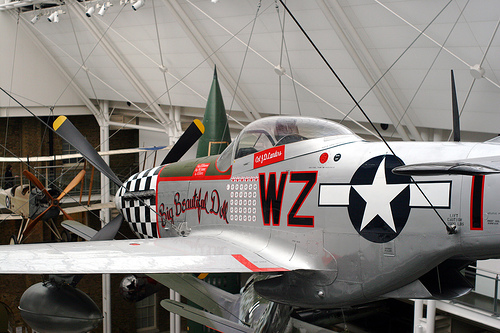
P-51 Mustang
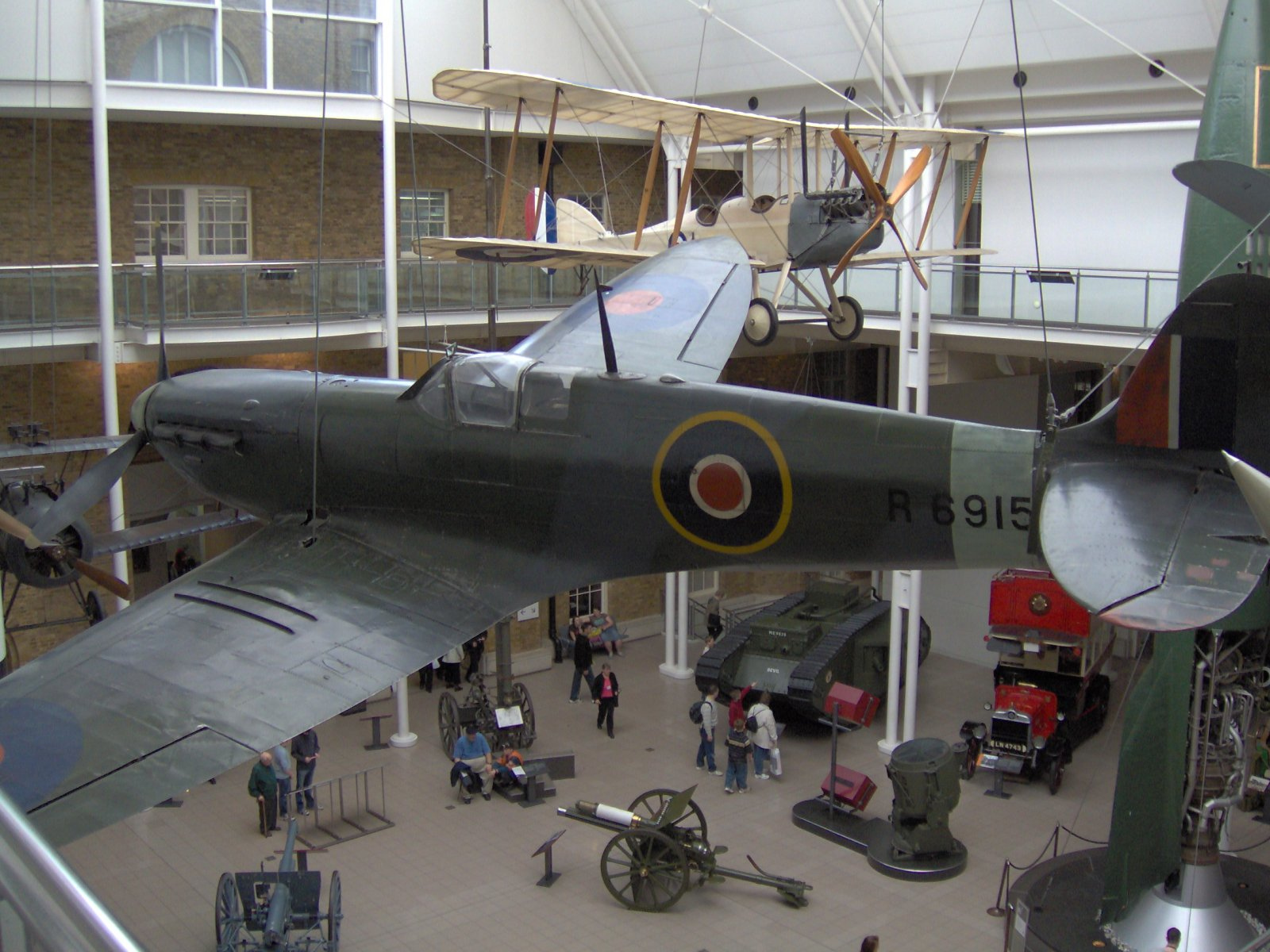
Spitfire
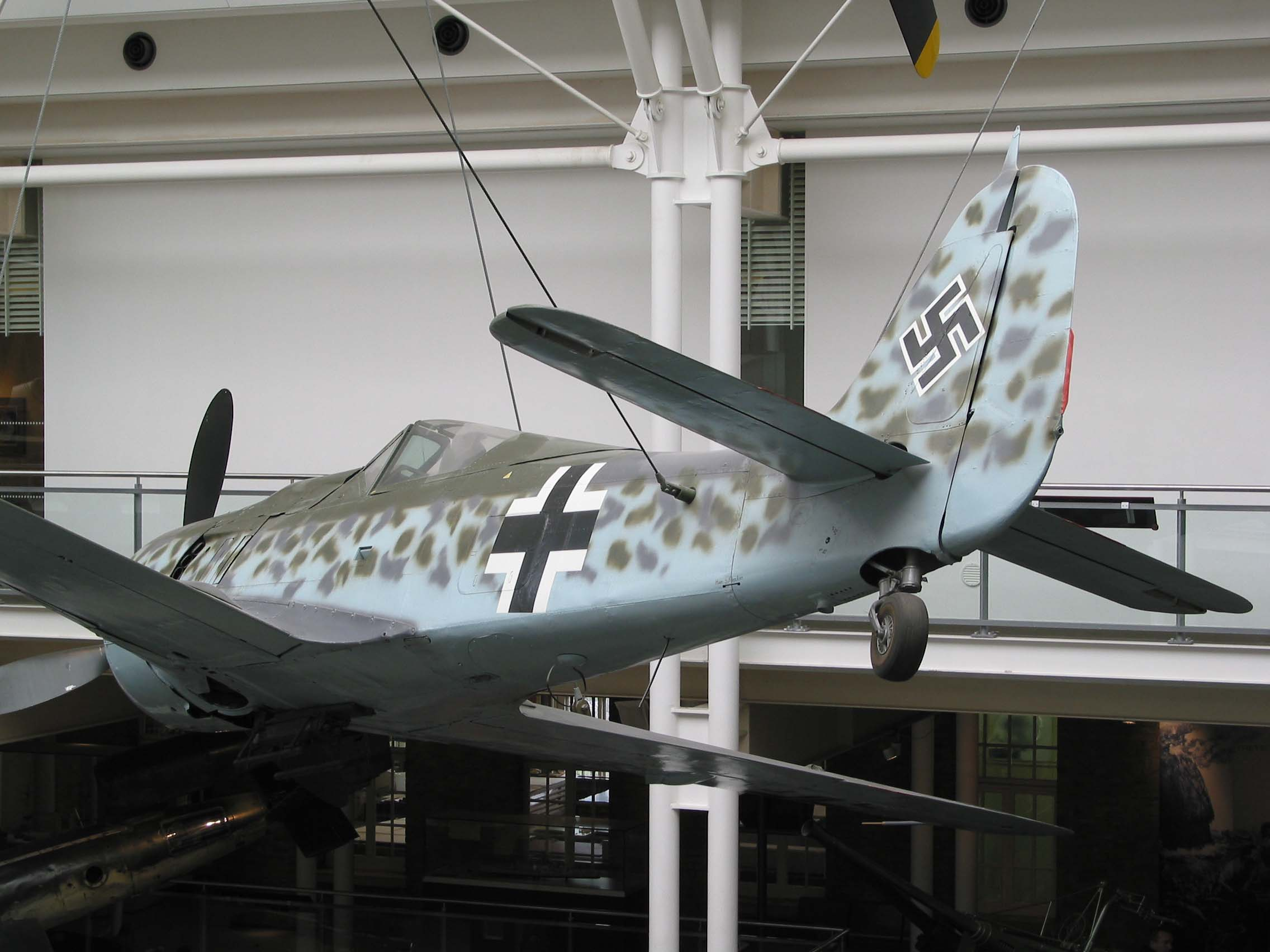
Focke-Wulf Fw 190
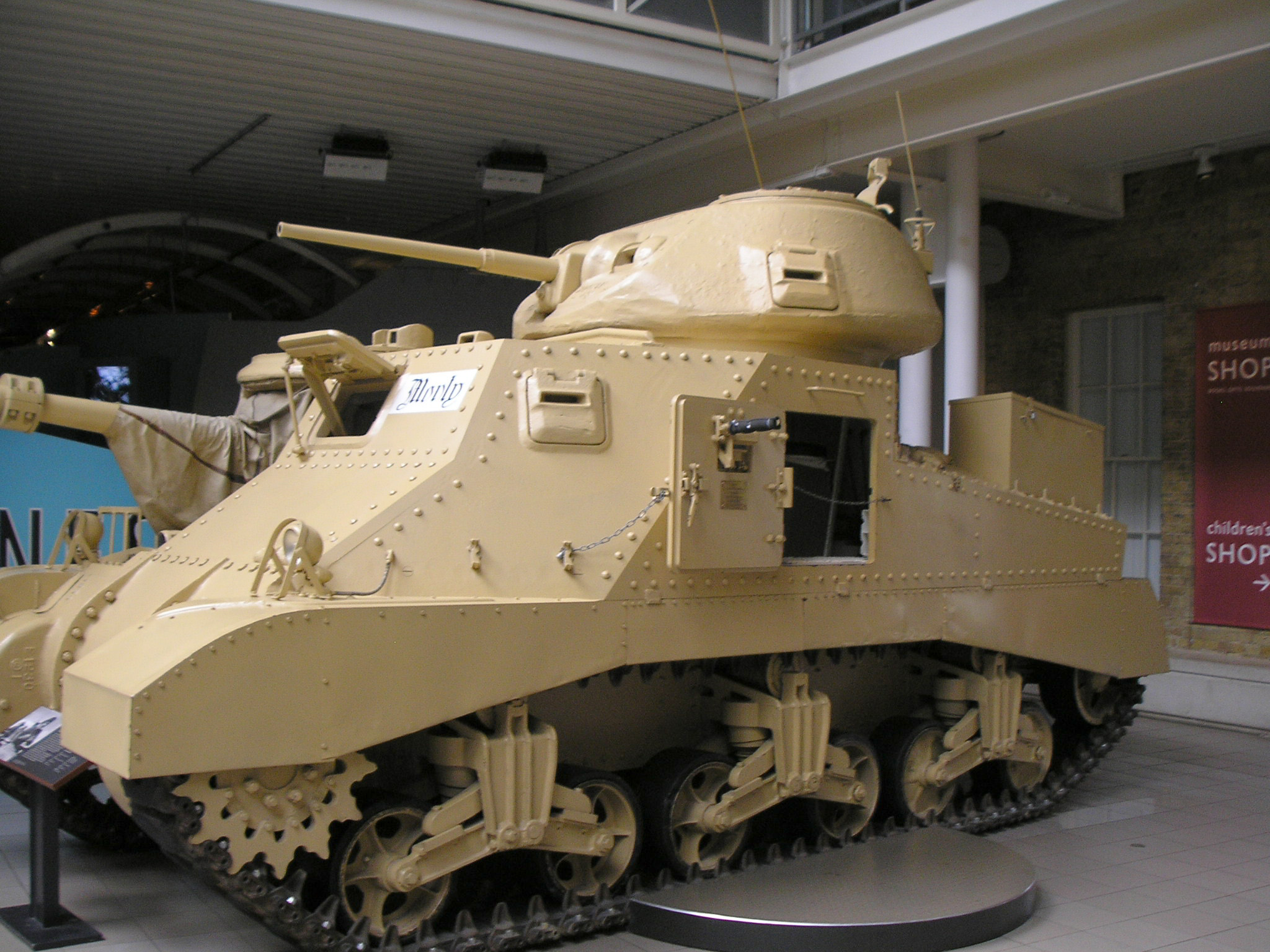
M3 Grant
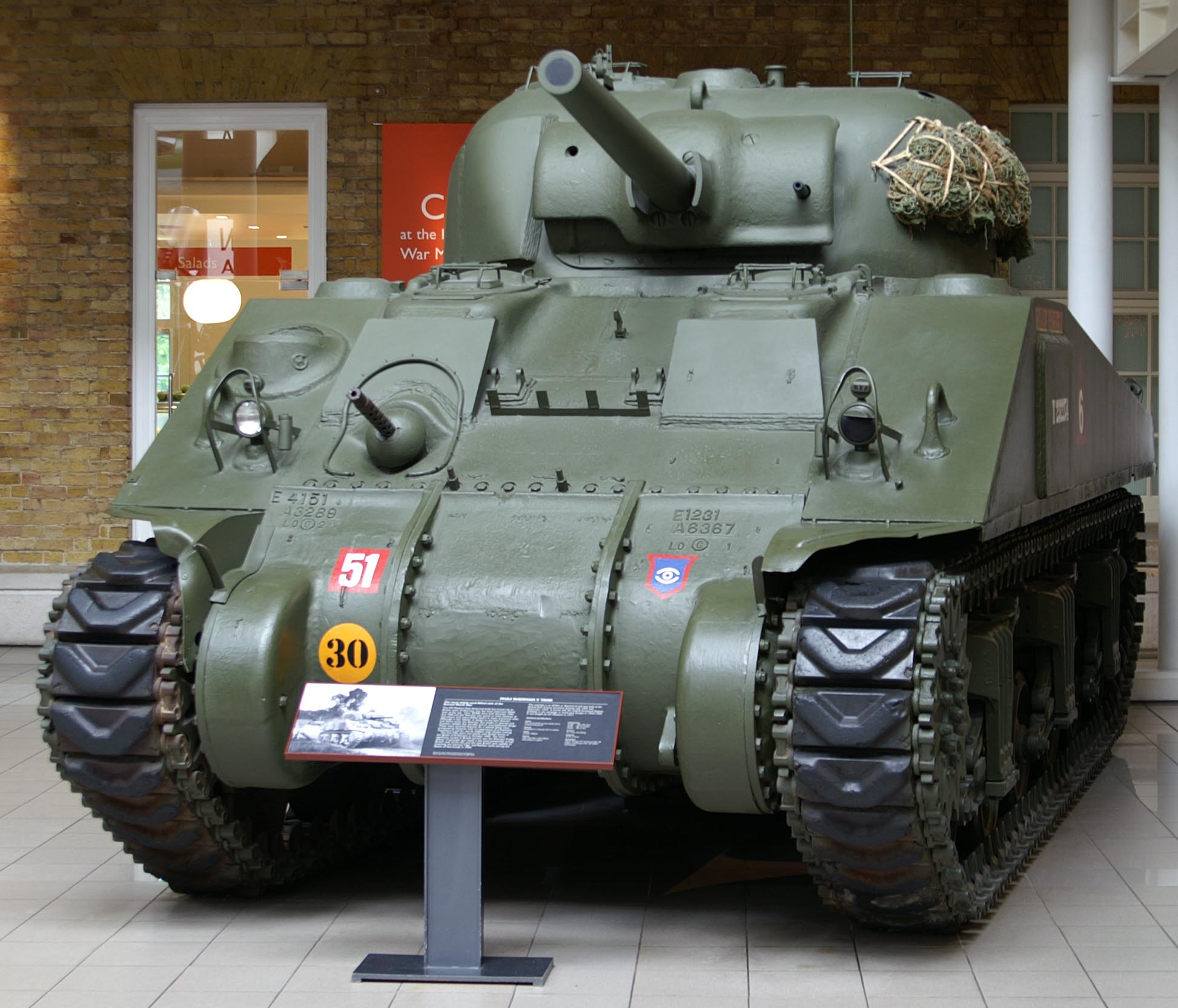
M4 Sherman
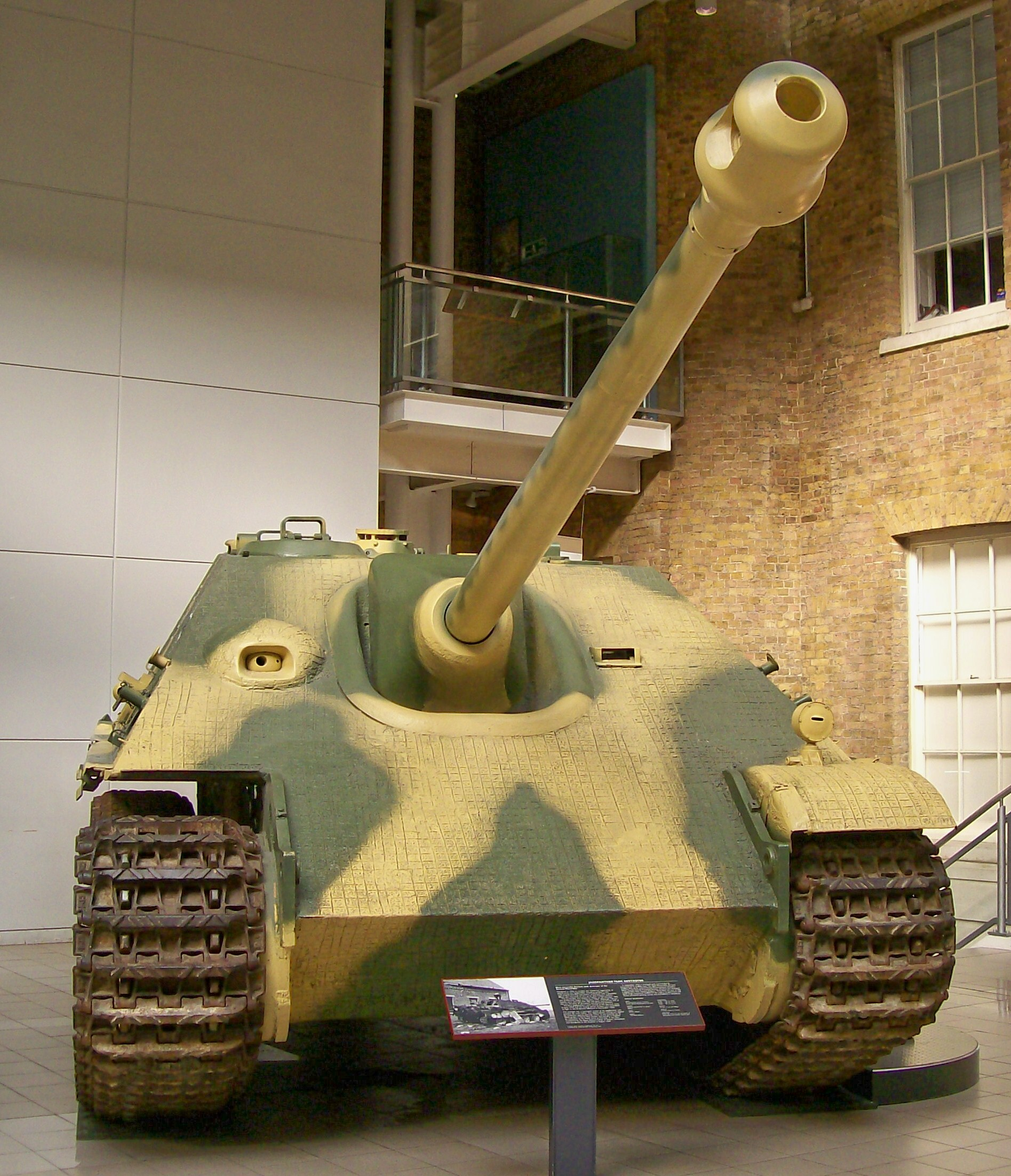
Jagdpanther tank destroyer
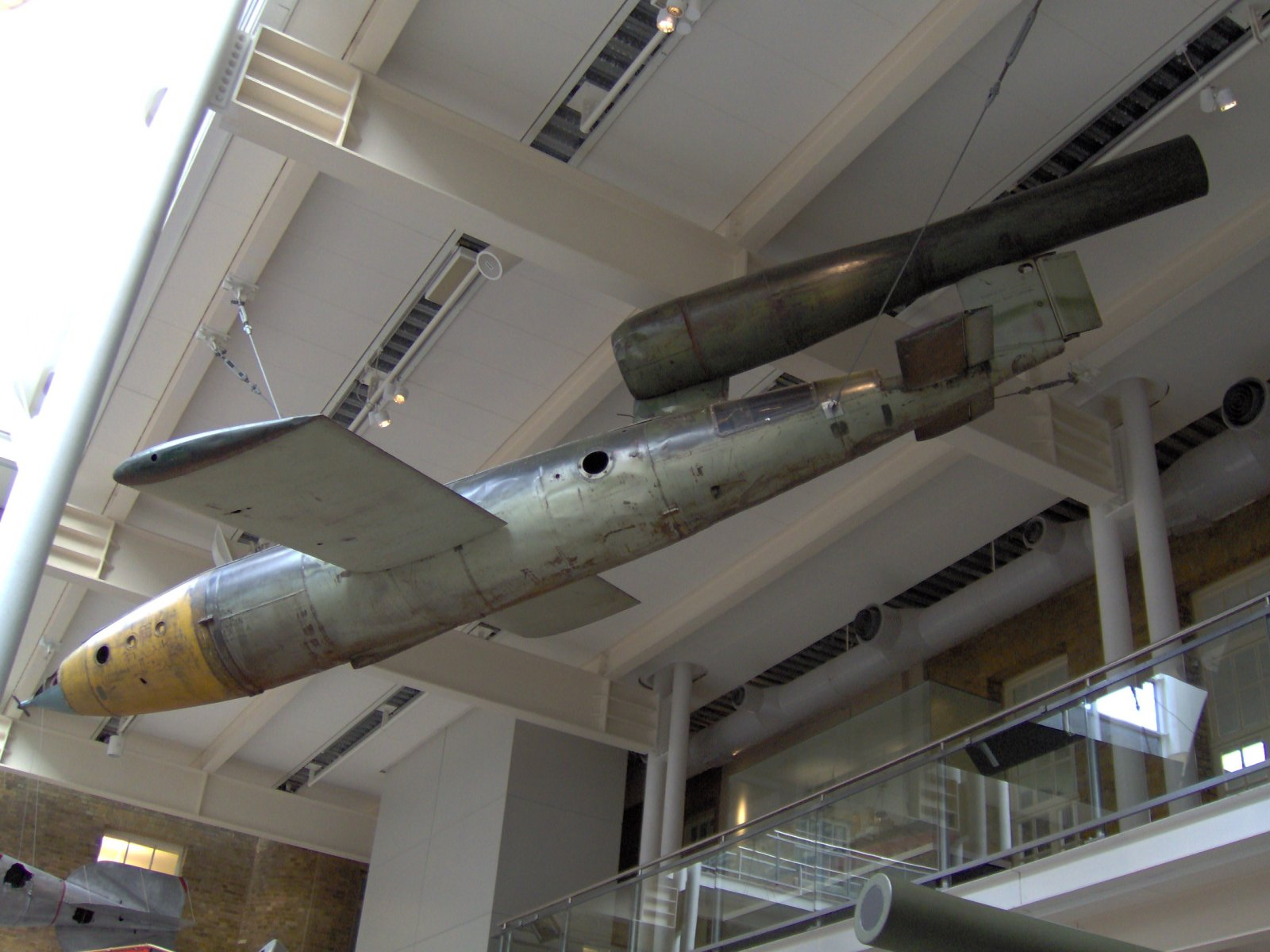
Duitse V1
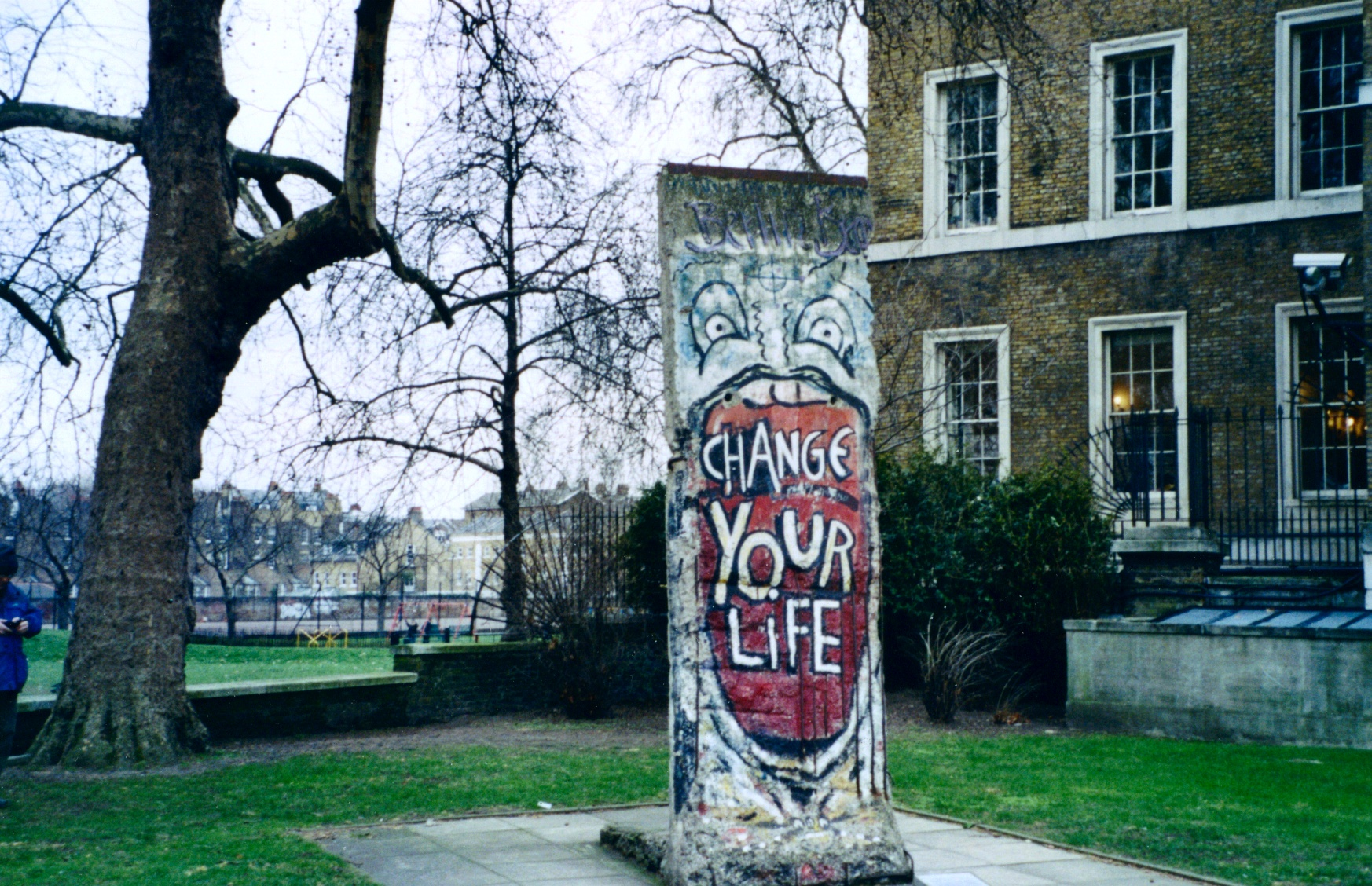
Fragment van de Berlijnse Muur
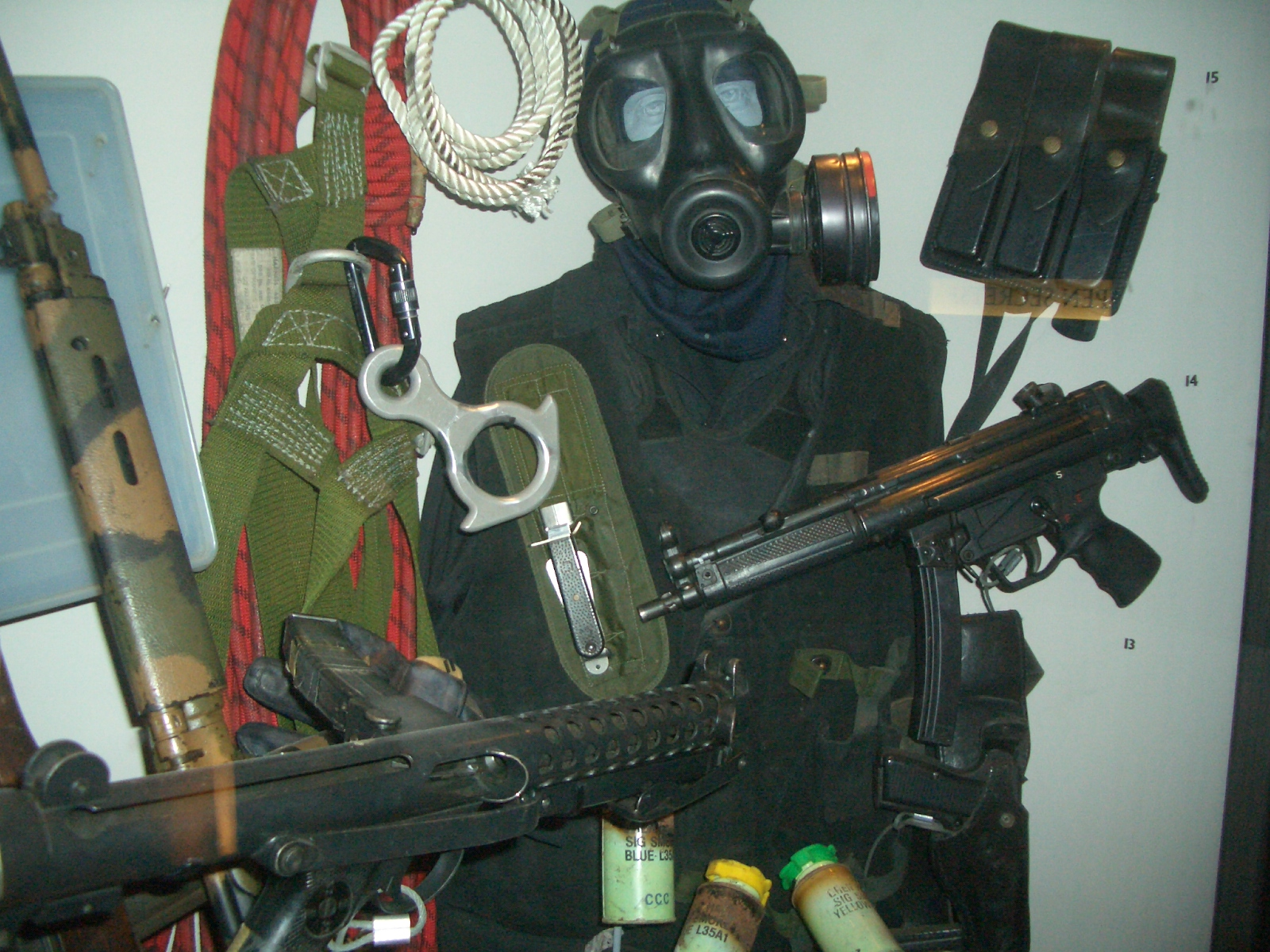
Spionage en SAS
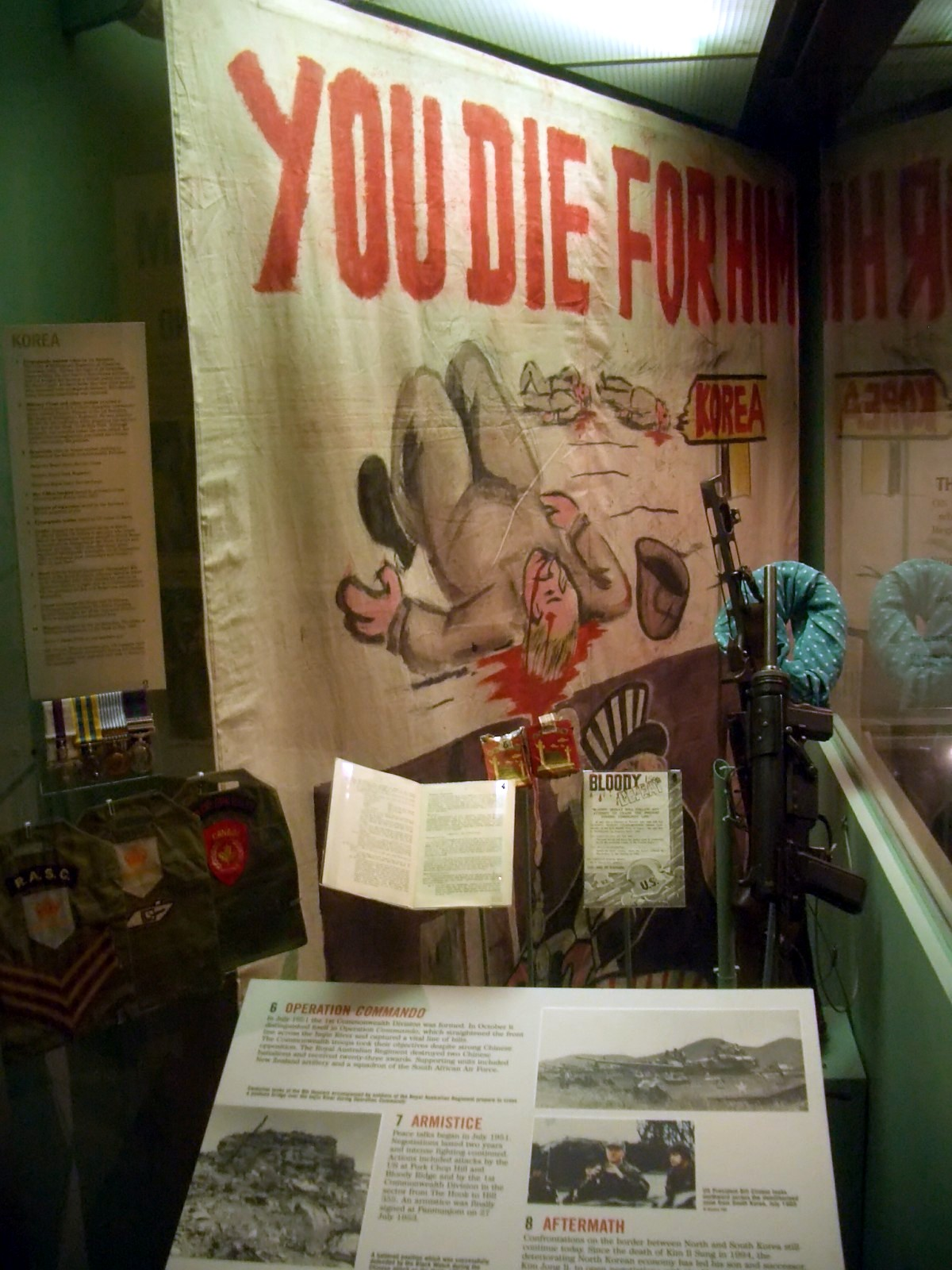
Koreaanse Oorlog
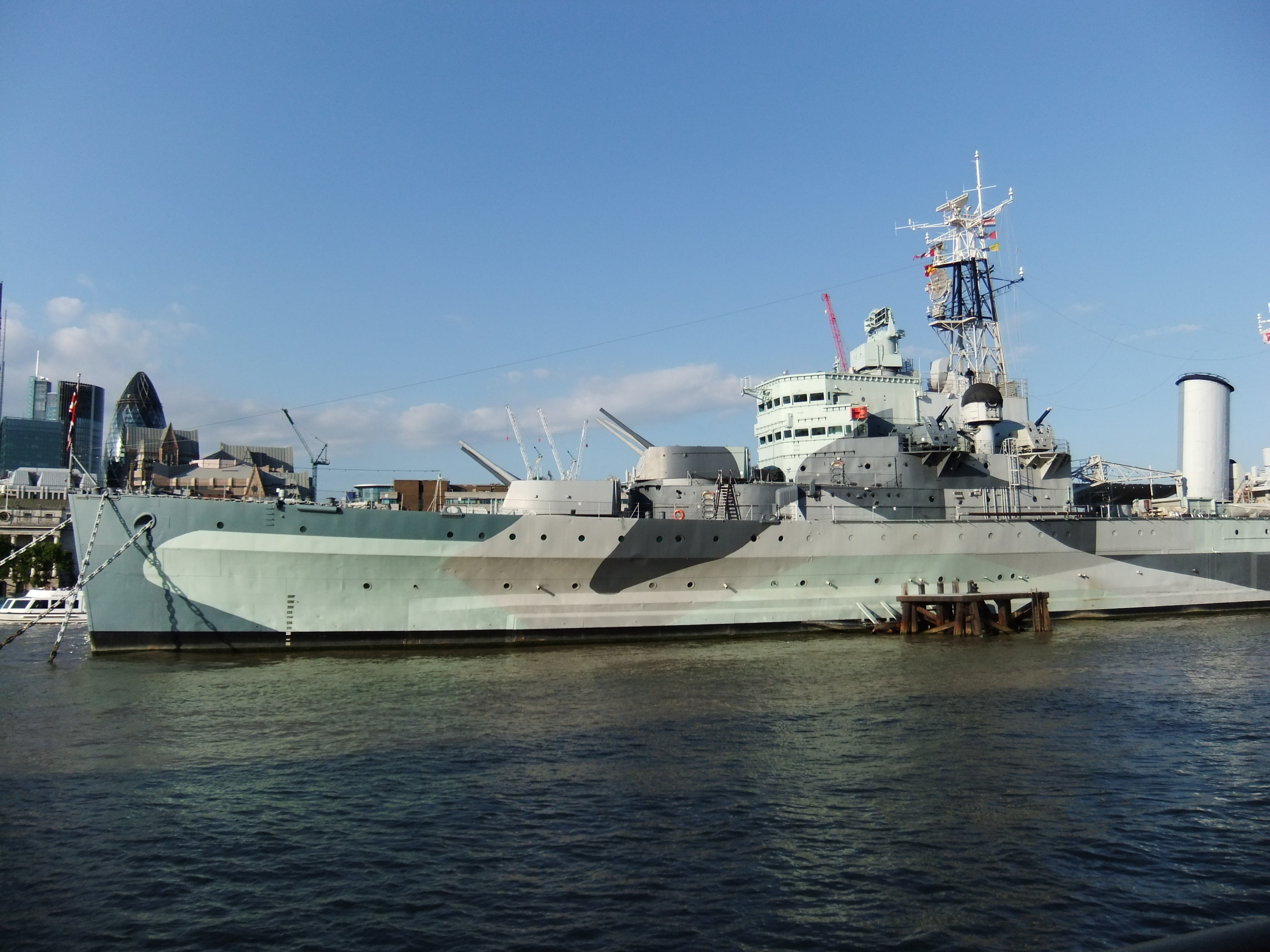
HMS Belfast